# Allorhynchium chinense
Allorhynchium chinense  (лат.) — вид одиночных ос рода Allorhynchium из семейства Vespidae (Eumeninae).

## Распространение
Юго-Восточная Азия: Вьетнам, Китай, Филиппины.

## Описание
Небольшие темно-окрашенные осы, длина около 1,5 см. Брюшко с коротким широким стебельком T1 (петиоль), который лишь немного уже второго тергита. Проподеум находится на уровне метанотума. Второй тергит без апикальной ламеллы. Основная окраска всего тела чёрная, без жёлтых или белых отметин.  Демонстрирует продвинутое гнездостроение. Осы строят клеточные перегородки между ячейками гнезда и входной воротник из смолистого материала (скорее всего, как средство защиты от муравьев). В гнездовых ячейках обнаружены гусеницы листовёрток Tortricidae. Вид был впервые описан в 1862 году швейцарским энтомологом Анри де Соссюром.